# Liste des parcs d'État d'Hawaï
Liste des parcs d'État d'Hawaï aux États-Unis d'Amérique par île et par ordre alphabétique. Ils sont gérés par Hawaii Department of Land and Natural Resources.

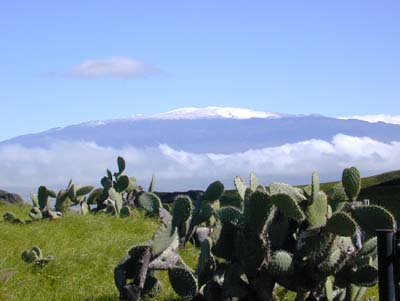
Mauna Kea

## Hawaï

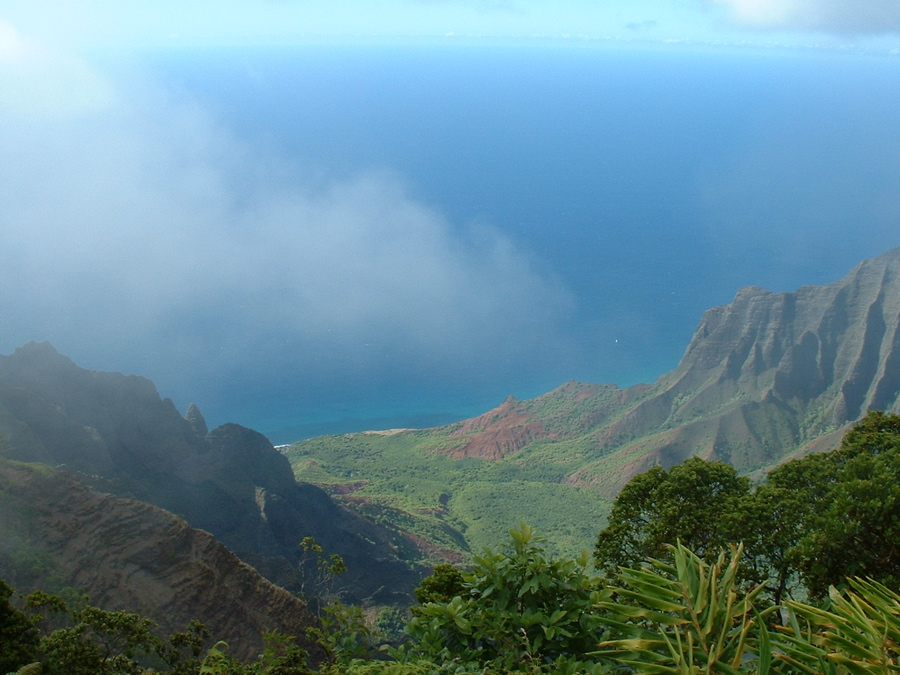
Koke'e

- Akaka Falls
- Hapuna Beach
- Kalopa
- Kealakekua Bay
- Kohala Historical Sites
- Kolekole
- Kekaha Kai
- Lapakahi
- Lava Tree
- MacKenzie
- Manuka
- Mauna Kea
- Old Kona Airport
- Pu'uhonua o Honaunau
- Wailoa River
- Wailuku River

## Kauai
- Ahukini
- Ha'ena
- Kōke'e
- Nā Pali Coast
- Polihale
- Russian Fort Elizabeth
- Wailua River
- Waimea Canyon

## Maui
- Haleki'i-Pihana Heiau
- Ī‘ao Valley
- Kaumahina
- Makena
- Polipoli Spring
- Pua'a Ka'a
- Wai'anapanapa
- Wailua Valley

## Molokai

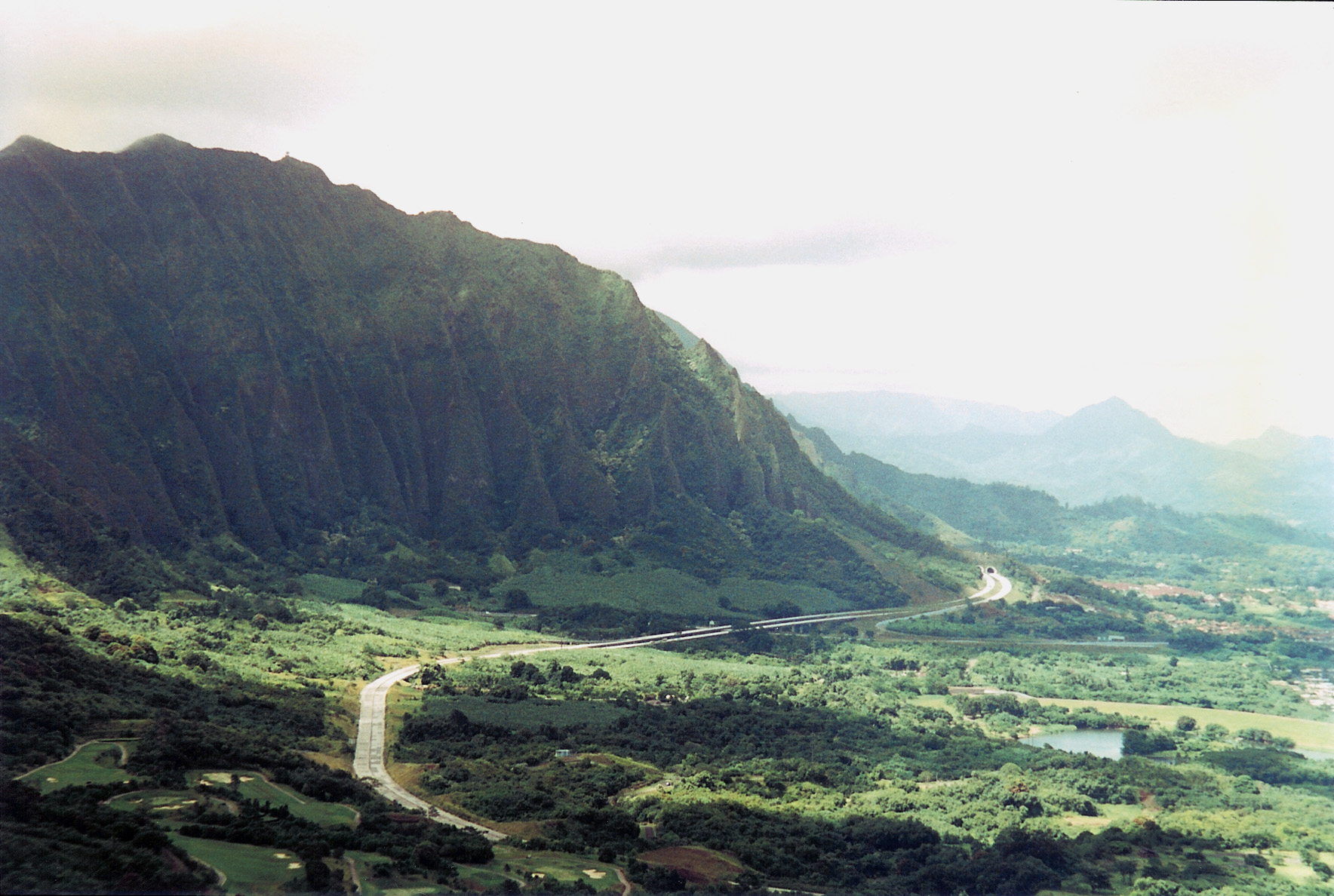
Nu'uanu Pali

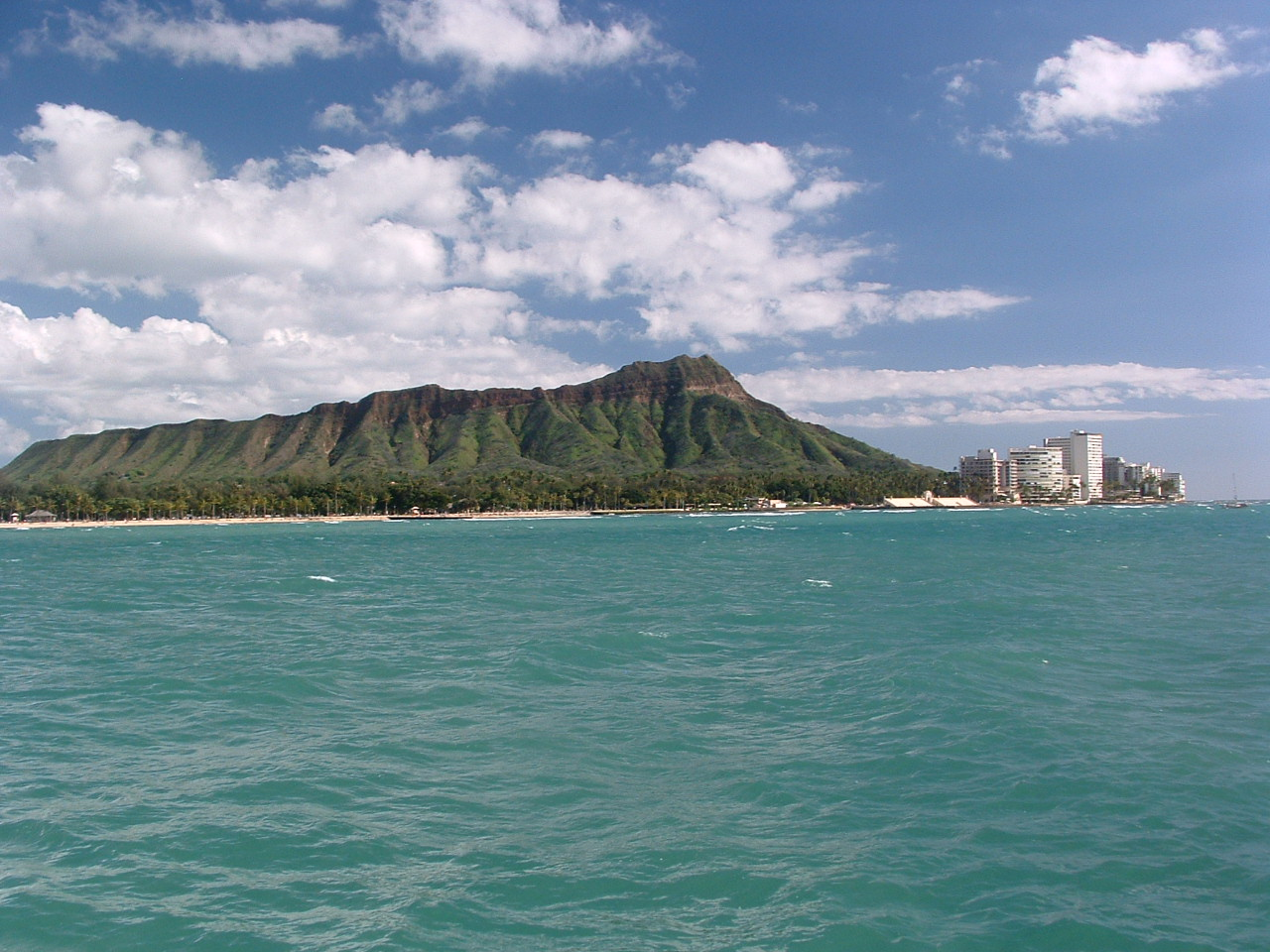
Diamond Head

- Pala'au

## Oahu
- Ahupua'a O Kahana
- 'Aiea Bay
- Diamond Head
- Hanauma Bay
- He‘eia
- 'Iolani Palace
- Ka'ena Point
- Kaka'ako
- Kea'iwa Heiau
- Kewalo Basin
- Kukaniloko Birthstones
- La'ie Point
- Makapu‘u Point
- Malaekahana
- Nu'uanu Pali
- Pu'u o Mahuka Heiau
- Pu'u 'Ualaka'a
- Royal Mausoleum
- Sacred Falls
- Sand Island
- Ulu Po Heiau
- Wa'ahila Ridge
- Wahiawa Freshwater